# Раварино
Раварѝно (на италиански: Ravarino, на местен диалект Ravarèn, Раварен) е градче и община в северна Италия, провинция Модена, регион Емилия-Романя. Разположено е на 23 m надморска височина. Населението на общината е 6196 души (към 2012 г.).
През пролетта 2012 г. много сгради са повредени от силни земетресения.